# Mirosław Ziętarski
Mirosław Ziętarski, född 9 mars 1993, är en polsk roddare.

## Karriär
Ziętarski tävlade för Polen vid olympiska sommarspelen 2016 i Rio de Janeiro, där han slutade på 4:e plats i scullerfyra. Övriga i roddarlaget var Mateusz Biskup, Dariusz Radosz och Dariusz Radosz. Vid olympiska sommarspelen 2020 i Tokyo slutade Ziętarski på sjätte plats tillsammans med Mateusz Biskup i dubbelsculler.
I augusti 2022 vid EM i München var Ziętarski en del av Polens lag tillsammans med Dominik Czaja, Mateusz Biskup och Fabian Barański som tog silver i scullerfyra. Följande månad tog samma polska lag guld i scullerfyra vid VM i Račice. I maj 2023 tog samma polska lag EM-guld vid EM i Bled. I september 2023 tog de brons tillsammans i scullerfyra vid VM i Belgrad. I april 2024 tog de brons tillsammans i scullerfyra vid EM i Szeged. Vid olympiska sommarspelen 2024 i Paris tog de brons tillsammans i scullerfyra.
Vid EM 2025 i Plovdiv tog Ziętarski guld tillsammans med Mateusz Biskup i dubbelsculler.